# NK Sesvete
O NK Sesvete é um clube de futebol croata localizado no distrito de Sesvete, na capital do país, a cidade de Zagreb. Desde a temporada 2011-12, o time disputa a Druga HNL, o segundo nível do futebol na Croácia, após conseguir a promoção na temporada 2010-11. Foi a quinta promoção consecutiva do clube desde a temporada 2006-2007, quando jogou na 3ª liga da Cidade de Zagreb (7º nível do país).
Até 8 de julho de 2013, o clube era conhecido como Radnik Sesvete, quando mudou de nome para o atual.
Desde 2010, o NK Sesvete é o time B do Dinamo Zagreb e vários jogadores jovens do Dinamo são enviados para o Sesvete por empréstimo para que possam mostrar seu valor.